# Bolesław Pachół
Bolesław Pachół (ur. 22 marca 1924 w Brzeszczach, zm. 8 października 2011 w Szczecinie) – polski lekkoatleta, wieloboista.
Był mistrzem Polski w dziesięcioboju w 1951, wicemistrzem w 1949 i 1955 oraz brązowym medalistą w 1950 i 1952. Zdobył również brązowe medale mistrzostw Polski w sztafecie 4 × 100 metrów w 1948 i 1952.
Jego rekord życiowy w dziesięcioboju wynosił 6013 pkt. i został ustanowiony 29 i 30 września 1951 w Elblągu.
Był zawodnikiem AZS Szczecin (1949-1959) i Pogoni Szczecin (1960-1963). Ukończył AWF w Warszawie w 1956. Pracował jako nauczyciel wychowania fizycznego.